# USS Chandler (DDG-996)
USS Chandler (DDG-996) – amerykański niszczyciel rakietowy typu Kidd. Budowany dla marynarki wojennej Iranu jako "Andushirvan" został przejęty przez US Navy. Po wycofaniu ze służby sprzedany w 2004 do Tajwanu.

## Historia
Okręt został zamówiony 23 marca 1978 przez szacha Iranu i miał otrzymać imię "Andushirvan". Stępkę pod okrętem położono 7 maja 1979 w stoczni Ingalls Shipbuilding w Pascagoula, w stanie Missisipi. Na skutek wybuchu rewolucji w Iranie okręt został przejęty przez US Navy. Wodowanie okrętu nastąpiło 28 czerwca 1980, a oddanie do służby 13 marca 1982.
"Chandler" został przystosowany do działania w rejonach tropikalnych m.in. dzięki zainstalowaniu wydajnej klimatyzacji, a jego główną funkcją było zapewnienie obrony przeciwlotniczej. Okręt operował głównie w rejonie Zatoki Perskiej i Morza Śródziemnego. W 1991 brał udział w operacji Pustynna Burza. W 1993 wchodził w skład grupy uderzeniowej tworzonej przez lotniskowiec USS "Abraham Lincoln". Okręt został wycofany ze służby w 1999 i sprzedany do Tajwanu gdzie otrzymał nazwę "Wu Teh", przed wejściem do służby w 2006 został ponownie przemianowany na "Ma Kong".
W czerwcu 1985 "Chandler" uczestniczył w wypadku na rzece Columbia, w konsekwencji którego został pozwany zgodnie z prawem morskim do sądu przez właściciela poszkodowanej barki rzecznej. Prywatny właściciel barki oskarżył dowódcę "Chandlera" o wywołanie zawirowania wody wskutek czego barka doznała uszkodzeń. Właściciel wygrał proces i otrzymał odszkodowanie.